# 718 (album)
718 to pierwszy album amerykańskiej grupy hip-hopowej Theodore Unit w skład której wchodzi Kryme Life, Cappadonna, Shawn Wiggs, Ghostface Killah, Du-Lilz, Trife Da God i Solomon Childs, wydany 3 sierpnia 2004 roku nakładem wytwórni Sure Shot Recordings.
Płyta zawiera większość utworów, które były nagrywane na solowy album Ghostface Killah, The Pretty Toney Album jednak wytwórni Def Jam, w której raper nagrywał album nie zgodziła się ich wydać ze względu na brak pozwolenia na wykorzystanie niektórych sampli.
Wydawnictwo zadebiutowało na 66. miejscu notowania Top R&B/Hip-Hop Albums i 38. miejscu listy Top Independent Albums.

## Lista utworów
Opracowano na podstawie źródła.
| #  | Tytuł                  | Wykonanie                                                                              | Producent    | Czas |
| -- | ---------------------- | -------------------------------------------------------------------------------------- | ------------ | ---- |
| 1  | "Guerilla Hood"        | - Ghostface Killah                                                                     | Cilvaringz   | 3:19 |
| 2  | "Punch In Punch Out"   | - Trife Da God                                                                         |              | 2:44 |
| 3  | "'88 Freestyle"        | - Trife Da God - Ghostface Killah                                                      | Marley Marl  | 2:10 |
| 4  | "The Drummer"          | - Trife Da God - Ghostface Killah - Method Man - Streetlife                            | Self         | 2:47 |
| 5  | "Gatz"                 | - Ghostface Killah - Shawn Wiggs - Solomon Childs                                      | Anthony Acid | 2;21 |
| 6  | "Who Are We?"          | - Ghostface Killah - Trife Da God - BoneCrusher                                        | Dirty Dean   | 3:38 |
| 7  | "Smith Brothers"       | - Trife Da God - Ghostface Killah                                                      | Smith Bros   | 3:18 |
| 8  | "Mama Can You Hear Me" | - Solomon Childs                                                                       | Nexus        | 3:49 |
| 9  | "Paychecks"            | - Trife Da God - Ghostface Killah                                                      | D Prosper    | 2:57 |
| 10 | "Wicked With Lead"     | - Trife Da God - Ghostface Killah                                                      | K-Def        | 2:45 |
| 11 | "Daily Routine"        | - Shawn Wiggs                                                                          | Emile        | 1:58 |
| 12 | "Right Back"           | - Trife Da God - Kryme Life                                                            |              | 2:49 |
| 13 | "Pass the Mic"         | - Du-Lilz - Shawn Wigs - Trife Da God - Solomon Childs - Ghostface Killah - Cappadonna | K-Def        | 2:58 |
| 14 | "Work"                 | - Solomon Childs                                                                       | Skillspinc   | 2:57 |
| 15 | "It's the Unit"        | - Shawn Wigs - Cappadonna - Ghostface Killah - Kline                                   | Emile        | 2:42 |
| 16 | "Be My Girl"           | - Solomon Childs                                                                       | Milestone    | 3:44 |

## Notowania
| Rok  | Notowanie              | Pozycja |
| ---- | ---------------------- | ------- |
| 2004 | Top R&B/Hip-Hop Albums | 66      |
| 2004 | Top Independent Albums | 38      |